# Ronald F. Maxwell
Ronald F. Maxwell (Clifton, 5 gennaio 1949) è un regista, produttore televisivo, sceneggiatore e produttore cinematografico statunitense.

## Filmografia
- Sea Marks (1976)
- Verna: USO Girl (1978)
- Little Darlings (1980)
- La notte in cui si spensero le luci in Georgia (The Night the Lights Went Out in Georgia) (1981)
- Kidco (1984)
- Trappola per genitori (The Parent Trap II) (1986)
- In the Land of the Poets (1987)
- Gettysburg (1993)
- Gods and Generals (2003)
- Belle Starr (2003)
- Zoyatchka (2011)
- Copperhead (2013)